# Magyarab
Magyarab är ett folkgrupp i södra Egypten och norra Sudan,  som antas ha ungersk härstamning. 
Under senare delen av 1500-talet tillhörde såväl Egypten som stora delar av Ungern det Osmanska riket. Ungerska soldater i den osmanska armén skall då ha tjänstgjort i Egypten, gift sig med nubiska kvinnor och blivit kvar där. Deras förmodade ättlingar är muslimer och talar inte ungerska. De identifierar sig som ungrare genom gruppens namn, där magyar är det ungerska ordet för ungrare. Deras antal uppskattas till omkring 7000 personer.
László Almásy och hans tyske medarbetare Hansjoachim von der Esch etablerade den första europeiska kontakten med magyarab-folket så sent som 1934–1935.